# Генералісимус

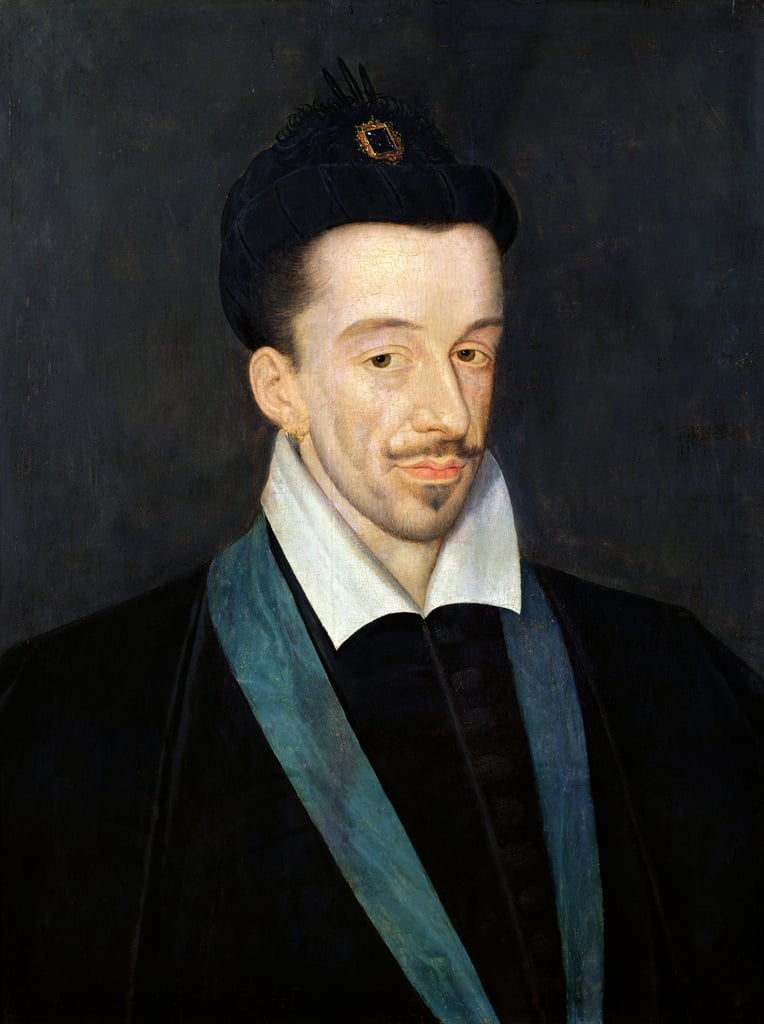
Перший генералісимус герцог Анжуйський (згодом французький король Генріх III)

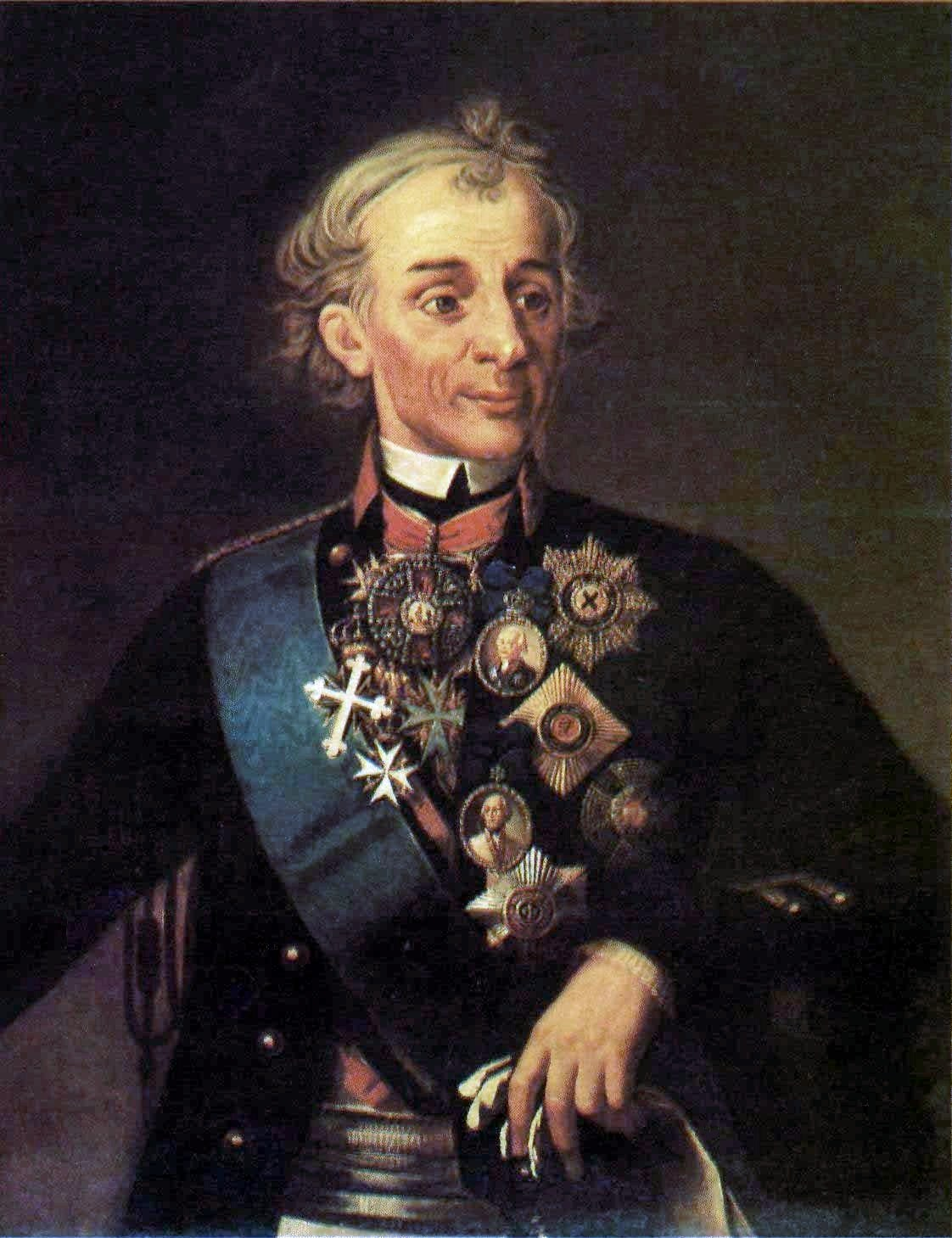
Генералісимус Суворов О. В. (Росія)

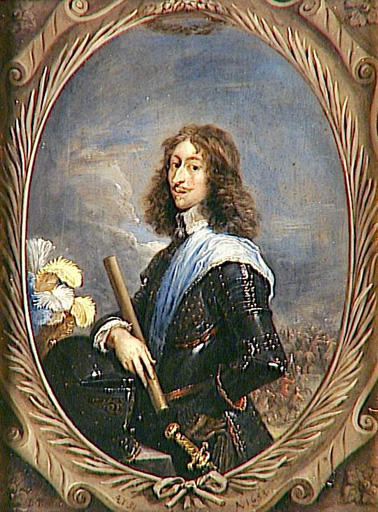
Генералісимус Людовик ІІ Бурбон-Конде (Франція)

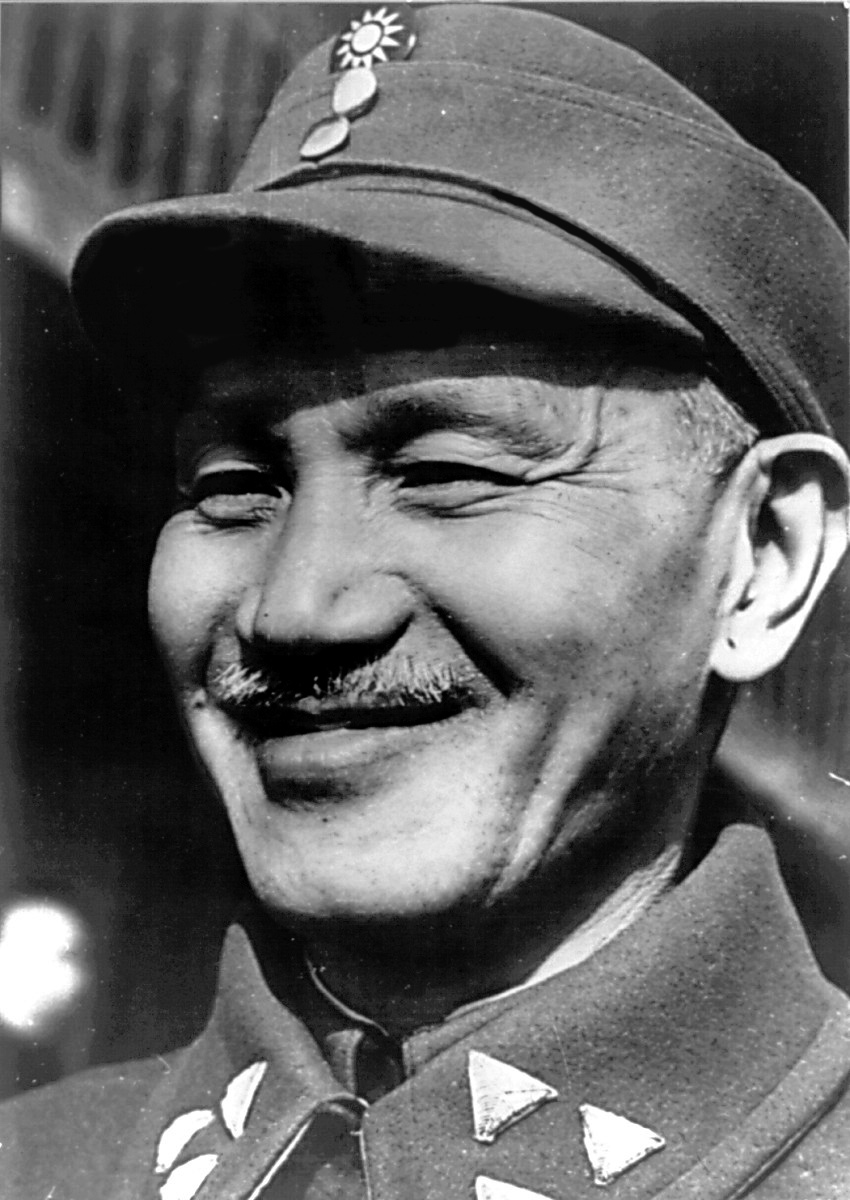
Генералісимус Чан Кайші (Китай)

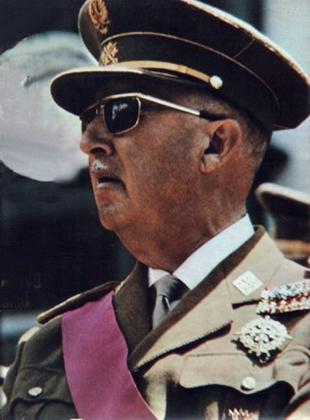
Генералісимус Франко (Іспанія)

Генералі́симус (лат. Generalissimo, generalissimus  — найголовніший) — вище військове звання в багатьох країнах.
Історично це звання надавалося полководцям, що командували в ході війни декількома, частіше союзними, арміями, а в деяких випадках державним діячам або особам з сімей царських династій як почесне звання.

## Історія
Вперше звання генералісимус було присвоєне в 1569 у Франції королем Карлом IX своєму братові герцогові Анжуйському (згодом королю Генріху III).
Пізніше титул генералісимуса мали:
- Франція:
  -  — віконт Анрі де Тюренн (1611—1675),
  -  — принц Л.Конде (1621—1686),
  -  — герцог де Віллар (1653—1734),
  -  — граф Моріц Саксонський (1696—1750),
  -  — герцог Жан де Дью Сульт (1769—1851),

- Австрія:
  -  — князь Раймунд Монтекукколі (1609—1680),
  -  — принц Євген Савойський (1663—1736),
  -  — граф Л.Даун (1705—1766),
  -  — ерцгерцог Карл (1771—1847),
  -  — князь Карл Шварценберг (1771—1820);

- Священна Римська імперія:
  -  — граф А.Валленштайн (1583-1634).

- Британська імперія
  - Джон Черчиль, герцог Мальборо

- Російська імперія

У Російській імперії військове звання генералісимус вперше було присвоєне воєводі А. С. Шеіну (1662—1700). Офіційно введене в Росії, як вище військове звання Статутом військовим 1716 року.
- 12 травня 1727 було присвоєне князеві О. Д. Меншикову (1673—1729),
- 11 листопада 1740 — принцові Антону Ульріху Брауншвейзькому (1714—1774) і
- 28 жовтня 1799 О. В. Суворову (1729-1800).

- СРСР

У Радянському Союзі існувало звання Генералісимус Радянського Союзу в період з 1945 по 1991 рік і було присвоєно тільки Й. В. Сталіну.
- Чеченська Республіка Ічкерія

Звання Генералісимус Чеченської Республіки Ічкерія було затверджене 23 грудня 1996 року парламентом ЧРІ.
- Джохар Дудаєв — присвоєно 23 грудня 1996 року посмертно.
- Аслан Масхадов — присвоєно 15 вересня 2005 року посмертно.
- Шаміль Басаєв — присвоєно 3 жовтня 2007 року посмертно.

- Іспанія
  - Хуан Австрійський
  - Мануель Годой — 1804,
  - Франсіско Франко — 1936,
  - Хосе Міаха Менант — 1939.

- Китай
  - імператор Юань Шикай
  - Сунь Ятсен
  - Тан Цзіяо
  - Ху Ханьмін
  - Чжан Цзолінь
  - Чан Кайші

- Корейська імперія
  - імператор Коджон
  - Імператор Сунджон

- Японська імперія
  - імператор Муцухіто
  - імператор Йосіхі́то
  - імператор Хірохі́то

- Папська держава
  - Чезаре Борджіа

Всього у світі титул мали близько 50 людей.

## Список найвідоміших Генералісимусів, що здобули звання (титул) за заслуги у війнах
| #  | Держава                        | Фото | Ім'я (роки життя)                                                             | Військова біографія | Дата присвоєння звання |
| -- | ------------------------------ | ---- | ----------------------------------------------------------------------------- | --- | ---------------------- |
| 1  | Священна Римська імперія       |      | Альбрехт Валленштейн (24 вересня 1583 — 25 лютого 1634)                       | Імперський полководець богемського походження, герцог Фридландський та Мекленбурзький, князь Заганський, генералісимус, адмірал флоту, один з головнокомандувачів військ Священної Римської імперії під час Тридцятирічної війни (1618—1648) | 1625                   |
| 2  | Швеція                         |      | Карл X Густав (8 листопада 1622 — 13 лютого 1660)                             | шведський король (1654-1660), генералісимус шведської армії. Учасник Другої Північної війни, Шведського потопу та Дансько-шведської війни | січень 1648            |
| 3  | Англія/ Голландська республіка |      | Джон Черчилль (26 травня 1650 — 16 червня 1722)                               | англійський полководець і політичний діяч, генерал-капітан, генералісимус Республіки Об'єднаних провінцій Нідерландів, 1-й герцог Мальборо. Учасник придушення повстання Монмута, війни Аугсбурзької ліги, війни за іспанську спадщину. У військових мав прізвисько «Капрал Джон» | 1702                   |
| 4  | Швеція                         |      | Фредерік I (17 квітня 1676 — 25 березня 1751)                                 | шведський король (1720-1751), генералісимус шведської армії. Учасник війн за австрійську спадщину та Російсько-шведської війни | 1716                   |
| 5  | Російська імперія              |      | Меншиков Олександр Данилович (6 (16) листопада 1673 — 12 (23) листопада 1729) | російський державний і військовий діяч, князь (1707), генерал-фельдмаршал (1709), генералісимус, адмірал Російського імператорського флоту. Перший голова Санкт-Петербурзької губернії (1703—1724, 1725—1727) і Військової колегії (1719—1724, 1726—1727). Фаворит московського царя Петра І. Учасник Азовських походів, Великої Північної війни | 12 травня 1727         |
| 6  | Португалія                     |      | Вільгельм Шаумбург-Ліппе (9 січня 1724 — 10 вересня 1777)                     | німецький політичний та військовий діяч, визначний військовий теоретик, правитель Шаумбург-Ліппе (1748—1777), полководець Семирічної війни, генерал-фельдцейхмейстер курфюрства Брауншвейг-Люнебург і генерал-фельдмаршал Великої Британії, маршал-генерал Португалії (1762). Розробник полемологічної теорії «чистої оборонної війни». | 1762                   |
| 7  | Російська імперія              |      | Суворов Олександр Васильович (13 (24) листопада 1729 — 6 (18) травня 1800)    | російський полководець, один із засновників російської військової справи, генералісимус російських наземних та морських сил, генерал-фельдмаршал австрійських та сардинських військ. Граф Римницький (1789), князь Італійський (1799). Учасник Семирічної, Російсько-турецьких (1768—1774) і (1787—1792) років та Французьких революційних війн. Організатором придушень національно-визвольних повстань, зокрема Коліївщини в Правобережній Україні й повстання Костюшка, які відзначалися жорстокістю та мали ознаки геноциду | 28 жовтня 1799         |
| 8  | Швеція                         |      | Карл XIV (26 січня 1763 — 8 березня 1844)                                     | французький військовий, маршал Франції (1804), король Швеції та Норвегії (1818–1844), також принц Суверенного князівства Понтекорво у південно-центральній Італії з 1806 по 1810 роки. Тривалий час служив у французькій армії. Входив у близьке коло найталановитіших генералів Наполеона. 1810 року був обраний шведським Риксдагом престолонаслідником бездітного короля Карла XIII під ім'ям Карл XIV, генералісимус шведської армії. Учасник Французьких революційних, Наполеонівських воєн та Шведсько-норвезької війн | 20 жовтня 1810         |
| 9  | Венесуела                      |      | Франсіско де Міранда (28 березня 1750 — 14 липня 1816)                        | венесуельський політичний та військовий діяч, національний герой Венесуели і революціонер, генералісимус, борець за незалежність Венесуели і США, письменник. Брав участь в Американській революційній війні, Французькій революції та іспано-американських війнах за незалежність. Він вважається предтечею звільнення Південної Америки від Іспанської імперії і залишається відомим як «Перший Універсал Венесуели» та «Великий Універсал Америки» | 1812                   |
| 10 | Австрійська імперія            |      | Карл Шварценберг (15 квітня 1771 — 15 жовтня 1820)                            | австрійський воєначальник, князь Шварценберг, ландграф Клеттгау, граф Зульц, австрійський фельдмаршал, генералісимус і президент гофкрігсрату (з 1814 року). Учасник Французьких революційних і Наполеонівських воєн. Головнокомандувач союзних військ у битві народів під Лейпцигом | 1813                   |
| 11 | Перу                           |      | Хосе де Сан-Мартін (25 лютого 1778 — 17 серпня 1850)                          | аргентинський революціонер, генерал аргентинської армії, генералісимус Перу, лібертадорес, національний герой Аргентини і Перу. Учасник Апельсинової і Наполеонівських воєн. Один з керівників війни за незалежність іспанських колоній в Америці: Аргентини, Чилі та Перу | 1821                   |
| 12 | Франція                        |      | Жозеф Жоффр (12 січня 1852 — 3 січня 1931)                                    | французький воєначальник, головнокомандувач французької армії (1914—1916), генералісимус, маршал Франції (1916). Учасник французько-прусської, французько-китайської та Першої світової воєн. Один з основним полководців у Першій світовій війні. Найбільш відомий за перемогу в стратегічно важливій битві на Марні в 1914. Мав популярне прізвисько Татко Жоффр | 1914                   |
| 13 | Франція                        |      | Фердинанд Фош (2 жовтня 1851 — 20 березня 1929)                               | французький воєначальник, маршал Франції (1918), генералісимус. Учасник французько-прусської війни. Під час І світової війни командир корпусу, начальник Генерального штабу (1917). Голова Військового комітету союзників (1918), голова вищої Військової Ради, маршал Польщі (1923). Учасник французько-прусської та Першої світової воєн | 1918                   |
| 14 | Республіка Китай               |      | Чан Кайші (31 жовтня 1887 — 5 квітня 1975)                                    | китайський політичний, державний та військовий діяч; президент Китайської Республіки, президент Гоміндану (1925—1975), головнокомандувач збройних сил Китаю, маршал і генералісимус. Учасник Синьхайської революції, Північного походу, Китайсько-тибетської війни, Кумульського повстання, Японсько-китайської, Громадянської та Другої світової війн | 1926                   |
| 15 | Іспанія                        |      | Франсіско Франко (4 грудня 1892 — 20 листопада 1975)                          | іспанський політичний, державний і політичний діяч, диктатор (каудильйо) у 1936-1975, генералісимус. Учасник Іспано-франко-марокканської, Громадянської та війни Іфні | 1936                   |
| 16 | СРСР                           |      | Сталін Йосип Віссаріонович (18 грудня 1878 — 5 березня 1953)                  | радянський політичний, державний і військовий діяч грузинського походження, Генеральний секретар ЦК КПРС (1922—1953), Голова Ради Народних комісарів СРСР (1941–1953), генералісимус Радянського Союзу (1945). Учасник Громадянської війни в Росії, радянських агресій до Польщі, Фінляндії, Балтійських країн, Бессарабії та Північної Буковини та Другої світової війн. Одна із найзначніших і водночас найсуперечливіших постатей ХХ століття, об'єкт фанатичного культу особи, диктатор, винний у порушенні фундаментальних прав та свобод людини, масових репресіях, етнічних чистках, сотнях тисяч страт і голоді, внаслідок яких загинули мільйони людей | 27 червня 1945         |